# 藤原親能 (権中納言)
藤原 親能（ふじわら の ちかよし）は、平安時代後期から鎌倉時代前期にかけての公卿。藤原北家道綱流、権大納言・藤原定能の長男。官位は従二位・権中納言。

## 経歴
承安2年（1172年）従五位下に叙爵。治承2年（1178年）従五位上に陞叙され、翌治承3年（1179年）右兵衛権佐を務める。
寿永2年（1183年）正五位下・右近衛権少将に叙任。寿永3年（1184年）美作介、左近衛少将を務め、元暦2年（1185年）従四位下、文治3年（1187年）従四位上と順調し昇進する。文治5年（1189年）にはさらに正四位下・左近衛権中将に叙任され、美作権介を兼ねる。但馬介を経て、建久8年（1197年）従三位・侍従に任ぜられて公卿に列した。正治3年（1201年）周防権守を兼任。
建仁3年（1203年）正三位・参議に叙任される。加賀権守を経て、元久3年（1206年）従二位に昇り、建永2年（1207年）権中納言に至る。同年10月に父に先立って薨去した。享年39。

## 官歴
- 承安2年（1172年）正月5日：従五位下（氏）[2]
- 治承2年（1178年）正月5日：従五位上（皇嘉門院平治元御給）
- 治承3年（1179年）10月9日：右兵衛権佐
- 寿永2年（1183年）正月5日：正五位下（府労）　正月27日：右近衛権少将
- 寿永3年（1184年）3月27日：美作介　10月6日：左近衛少将
- 元暦2年（1185年）正月6日：従四位下（府労）
- 文治3年（1187年）正月7日：従四位上（院当年御給）
- 文治5年（1189年）正月5日：正四位下（院当年御給）　正月28日：左近衛権中将、美作権介
- 建久4年（1193年）正月28日：但馬介
- 建久8年（1197年）2月5日：侍従、従三位
- 正治3年（1201年）正月6日：周防権守
- 建仁3年（1203年）正月5日：正三位　4月25日：参議
- 元久2年（1205年）正月29日：加賀権守
- 元久3年（1206年）4月3日：従二位
- 建永2年（1207年）2月10日：権中納言

## 系譜
- 父：藤原定能
- 母：源通家の娘
- 妻：家女房
  - 男子：藤原行能（?-1216）
- 生母不明の子女
  - 男子：能快
  - 男子：円親
  - 女子：坊門忠信室 - のち三条公俊室
  - 女子：衣笠家良室（?-1266）
  - 女子：藤原家清室
  - 女子：宜秋門院大宮局
  - 女子：大宮殿 - 藤原頼経室